# 新界區專線小巴808線
新界區專線小巴808線是由冠志實業有限公司營辦的一條綠色專線小巴路線，往返馬鞍山（錦英苑）及威爾斯親王醫院。
新界區專線小巴808P線是由冠志實業有限公司營辦的一條綠色專線小巴路線，來往恆安及威爾斯親王醫院，為馬鞍山區的居民提供往返小瀝源、愉翠苑及威爾斯親王醫院的服務，亦同時接載耀安邨及醫院的乘客前往馬鞍山站或第一城站轉乘馬鞍山綫。於此路線服務時間以外可改乘808線。此路線為唯一來回程收費不同的新界區專綫小巴路線。
本線為全港第2條專綫小巴路線試驗使用低地台小巴，第2輛該款小巴登陸於此路線。

## 歷史
- 1997年1月3日：投入服務。
- 1999年5月：808A線以試辦形式投入服務。[5]
- 2000年9月前：808A線因路線迂迴、班次疏落，導致客量偏低而停止試辦。[6]
- 約2001年6月：808P線投入服務。[7][8]
- 2012年4月15日：終止與港鐵的轉乘優惠。[9]
- 2015年6月22日：808A線投入服務。[10]
- 2017年4月1日：因應香港居民巴士NR828線停辦，加強早上繁忙時間的服務，以及增設星期一至五黃昏班次。[11]

## 服務時間及班次
808
- 馬鞍山（錦英苑）開：05:40-23:10（6-8分鐘一班）
- 威爾斯親王醫院開：06:00-23:30（6-8分鐘一班）

Optare Solo SR低地台小巴開車時間表及預約細則
- 星期一至五(參考時間表)
  - 馬鞍山（錦英苑）開：08:30、09:40、10:50、12:00、13:40、14:50、16:00、17:10、18:20、19:30
  - 威爾斯親王醫院開：09:05、10:15、11:25、12:35、14:15、15:25、16:35、17:45、18:55、20:05
- 星期六、日及公眾假期不提供預約低地台小巴服務(相關低地台小巴仍然提供不定期服務)
- 註：輪椅使用者可電話預約使用此路線低地台小巴上之輪椅停放區：
  - 乘客可最早在乘搭小巴前十四天內（但最遲在前一個工作天）致電冠志實業熱線（9163 8589）辦理預約手續，先到先得。
  - 乘客可預約於總站或中途站上車；輪椅使用者預約時，可同時為一名同行親友留座。
  - 輪椅使用者若未有預先留座亦可乘車，惟若擬乘搭班次之輪椅位已由其他在總站或中途站候車的輪椅使用者預約，則需等候其他班次。

808P
| 由恆安邨開出             | 由圓洲角開出 | 班次（分鐘） |
| 星期一至六               | 星期一至六   | 星期一至六   |
| ------------------------ | ------------ | ------------ |
| 06:30-10:00              | 06:50-10:00  | 10-15        |
| 星期日及公眾假期不設服務 |              |              |

## 行車路線
808
- 往威爾斯親王醫院途經：錦英路、西沙路、恆康街、馬鞍山路、支路、西沙路、恆德街、亞公角街、石門交匯處、大老山公路、小瀝源路、廣善街、牛皮沙街及插桅杆街
- 往馬鞍山（錦英苑）途經：插桅杆街、牛皮沙街、廣善街、小瀝源路、大老山公路、石門交匯處、亞公角街、恆信街、恆泰路、馬鞍山路、恆康街、西沙路及錦英路

808P
- 往威爾斯親王醫院途經：恆錦街、恆康街、馬鞍山路、恆德街、亞公角街、大老山公路、小瀝源路、廣善街、牛皮沙街及插桅杆街
- 往恆安途經：插桅杆街、牛皮沙街、廣善街、小瀝源路、大老山公路、亞公角街、恆德街、馬鞍山路、恆康街及恆錦街

## 收費
808
- 全程收費：$7.7
  - 錦英苑往新港城：$3.8
  - 新港城往威爾斯親王醫院：$5.8
  - 小瀝源往錦英苑：$5.8
  - 亞公角街往錦英苑：$3.8
  - 威爾斯親王醫院來往廣源邨廣榕樓：$3.8

808P
- 往威爾斯親王醫院全程收費：$5.8
- 往恆安全程收費：$7.7
  - 威爾斯親王醫院往返廣榕樓：$3.8
  - 香港恒生大學往恆安：$5.8
  - 沙田醫院往恆安：$3.8

| - 本線設有12歲以下小童及65歲或以上長者半價優惠。 - 65歲或以上香港居民使用「樂悠咭」，以及12歲以下合資格殘疾兒童使用「殘疾人士身份」個人八達通繳付車資，均可享有每程$2.0或半價（以較低者為準）的票價優惠；12至64歲合資格殘疾人士使用「殘疾人士身份」個人八達通（包括「樂悠咭」），以及60至64歲香港居民使用「樂悠咭」繳付車資，均可享有每程$2.0或全費（以較低者為準）的票價優惠。 - 65歲或以上長者如使用長者或一般個人八達通繳付車資，則只可享有半價優惠；12至64歲合資格殘疾人士如不使用「殘疾人士身份」個人八達通，以及60至64歲人士如不使用「樂悠咭」繳付車資，必須繳付全費。 - 乘客可以現金或八達通於上車時付款，不設找續。 |

## 用車
此路線共使用22輛豐田Coaster及1輛Optare Solo SR低地台公共小巴行駛。